# Elecciones legislativas de la República Checa de 2010
Las elecciones legislativas de la República Checa de 2010 fueron unas elecciones legislativas de este país que se llevaron a cabo durante dos días de mayo, el 28 y 29. En enero de 2009, la República Checa asumió la presidencia de la UE. Sin embargo, a la mitad de su mandato, el 24 de marzo de 2009, el Gobierno perdió una moción de censura. Fue la primera vez en la historia de la República Checa que la oposición logró aprobar una moción de no confianza contra el gobierno. La ODS, el ČSSD y la SZ acordaron formar un gobierno interino independiente. En mayo, el Jefe de la Oficina de Estadística, Jan Fisher, asumió el cargo de primer ministro interino. Poco antes de las elecciones, el 30 de abril, Miloslav Vlček (ČSSD) renunció como Presidente de la Cámara y diputado por escándalos relacionados con supuestos acuerdos de préstamos inapropiados, Vlček había presionado para obtener una subvención estatal de 25 millones de coronas (alrededor de 973 000 euros) para un centro deportivo que su antiguo asistente había prometido construir. Sin embargo, este último usó la subvención para construir un gran hotel. Miroslava Nemcová (ODS) se convirtió en presidenta interina.
No se formaron coaliciones electorales formales a pesar de que los partidos de derecha (ODS, TOP 09) y el centrista VV se comprometieron a implementar programas de austeridad, mientras que los partidos de izquierda (ČSSD y KSČM), así como el KDU-ČSL, prometieron más beneficios sociales. El programa del ODS se centró en la restricción fiscal su líder, Nečas, insistió en que el país necesitaba reducir su deuda y evitar el abuso del estado de bienestar también prometieron adoptar una ley para garantizar, entre otras cosas, la responsabilidad presupuestaria, reducir los gastos ministeriales y la reforma de las pensiones mediante la introducción de contribuciones voluntarias. El TOP 09 de Schwarzenberg propuso medidas de austeridad más radicales, se comprometió a reducir los salarios públicos y recortar las contribuciones estatales a los partidos políticos en un 50%, al tiempo que mantiene la atención médica y las pensiones. El VV presentó un plan de diez puntos en el que prometía mejores servicios de salud y un recorte del 10% en el número de funcionarios públicos, también prometió una reforma de las pensiones y condiciones más estrictas para el seguro de desempleo. El ČSSD del ex primer ministro Paroubek bajo el lema "Cambio y esperanza", se comprometió a dar máxima prioridad a la recuperación económica y  abolir el sistema de impuestos fijos a favor de un retorno al sistema tributario progresivo. También prometió utilizar los subsidios de la Unión Europea de manera más eficiente. El KSČM prometió introducir préstamos hipotecarios sin intereses para los recién casados y un salario mínimo mensual de 14 000 CZK (540 euros) y aumentar gradualmente la pensión mínima de 2 080 CZK (80 euros) a 10 000 CZK (390 euros) por mes, prometió reducir el IVA en bienes básicos al 5% y eliminar el IVA en alimentos y medicamentos. 
El tema dominante durante la campaña en la República Checa fue cómo lidiar con el déficit público del país. En 2009, el déficit de las finanzas públicas checas alcanzó el 5,9% del PIB, casi el doble del límite máximo del 3% establecido por los criterios de Maastricht. El ministro de Finanzas, Eduard Janota, dijo que el plan de austeridad del gobierno podría reducir el déficit por debajo del 3% del PIB en 2013. Todos los partidos principales respaldaron el plan. TOP 09 y ODS se comprometieron a equilibrar el presupuesto en 2015 y 2017 respectivamente. Las principales partes, incluidos el ČSSD y la ODS, dijeron que el país estaría listo para ingresar a la zona euro a más tardar en 2016. El TOP 09 no fijó una fecha para adoptar el euro. 
Los dos partidos principales terminaron con menos escaños que en la legislatura saliente. El ČSSD se ubicó en primer lugar con 56 asientos (por debajo de 74), seguido por el ODS que ocupó 53 asientos (por debajo de 81), el KSČM obtuvo 26 escaños, la KDU-ČSL no logró ganar ningún escaño en la Cámara por primera vez desde que se fundó la República Checa en 1993, lo que provocó la renuncia de su líder, Cyril Svoboda, el SZ tampoco logró mantener su representación en la Cámara. El líder del ČSSD Paroubek, se responsabilizó de la derrota de su partido y anunció su renuncia también. El 22 de junio, la recién elegida Cámara de Diputados celebró su primera sesión. El 24 de junio eligió a Miroslava Nemcová (ODS), como su Presidenta. Después de largas negociaciones, el 13 de julio se formó un nuevo gobierno de coalición compuesto por el ODS, TOP 09 y VV. El nuevo gobierno encabezado por el Petr Nečas (ODS) ganó el voto de confianza el 10 de agosto.

## Contexto
El 24 de marzo de 2009, después de cuatro intentos fallidos, la oposición liderada por el ČSSD logró aprobar una moción de censura contra el gobierno del primer ministro Mirek Topolánek (ODS) en la Cámara de Diputados. La medida fue aprobada con 101 votos contra 96 incluso varios miembros del propio partido de Topolánek votaron con la oposición.
El 28 de marzo de 2009, Jiří Paroubek del ČSSD y Topolánek del ODS acordaron celebrar elecciones anticipadas en octubre de 2009. Más tarde acordaron formar un gobierno interino de expertos (antes del final de la presidencia checa de la Unión Europea), con la mitad del gobierno nombrada por el ČSSD y la otra mitad por dos partidos del gobierno (ODS y los Verdes, la KDU-ČSL no participó), y que las elecciones anticipadas se celebrarán del 16 al 17 de octubre de 2009. El 5 de abril de 2009, Paroubek y Topolánek nombraron a Jan Fischer, el jefe de la oficina nacional de estadísticas, como primer ministro interino, asumiría el cargo el 8 de mayo de 2009, y declaró que las elecciones se realizarían antes del 15 de octubre de 2009, probablemente del 9 al 10 de octubre de 2009.
El nuevo partido Tradición Responsabilidad Prosperidad 09 (TOP 09), que se había separado del KDU-ČSL, según algunas encuestas el partido estaría en el cuarto lugar, muy cerca del Partido Comunista. La fecha de la elección se programó inicialmente para el 1 de julio de 2009, pero el exdiputado independiente de ČSSD, Miloš Melčák, presentó una queja ante el Tribunal Constitucional, alegando que tenía derecho a sentarse en el parlamento por un período completo, y la elección se pospuso mientras el tribunal examinaba la legalidad de la ley que establece la fecha de la elección. Se programó una audiencia para el 10 de septiembre de 2009; si el tribunal falló en contra de la queja en esa audiencia, las elecciones se realizarían según lo previsto, pero los políticos acordaron que preferirían cambiar la constitución para simplificar el procedimiento de convocatoria de elecciones anticipadas, y utilizar las nuevas disposiciones, la elección se celebraría con un demora de un mes como máximo, independientemente de la decisión del tribunal, muy probablemente del 6 al 7 de noviembre.

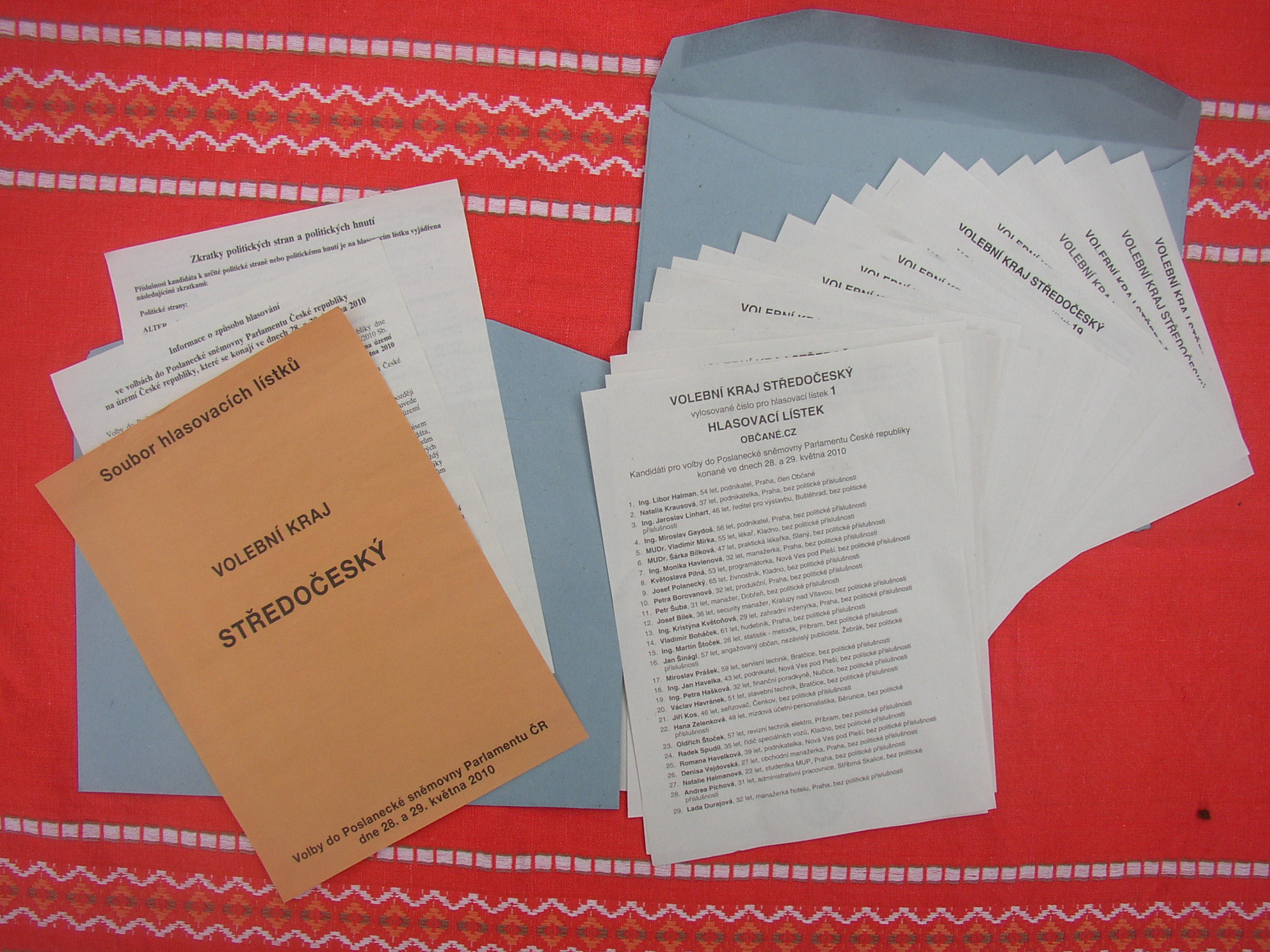
Conjunto de boletas con instrucciones (versión para el distrito electoral de Bohemia Central) tal como se entregaron a los votantes al menos tres días antes de las elecciones.

Sin embargo, el Tribunal Constitucional vio la enmienda constitucional que pedía elecciones anticipadas puntuales como una decisión retroactiva que viola los procedimientos constitucionales existentes que regulan las elecciones anticipadas, y anuló la ley alegando que violaba el procedimiento para las enmiendas constitucionales, el derecho votar, y el principio inalienable de un estado respetuoso de la ley. Como el Tribunal dictaminó que la fecha de la elección no era válida, las leyes (una enmienda constitucional y una ley que acortan los plazos de las elecciones) se aprobaron el 11 de septiembre según lo previsto. El presidente Klaus firmó las leyes el 12 de septiembre y el parlamento planeaba disolverse el 15 de septiembre. Melčák declaró, sin embargo, que probablemente presentaría otra queja si este plan se llevara a cabo.
Sorprendentemente, el ČSSD anunció el 15 de septiembre que no votaría a favor de la disolución, ya que es probable que Melčák vuelva a cuestionar la nueva ley, y esto volvería a cuestionar la legalidad de la elección; ahora estaban a favor de las elecciones a mediados de 2010, en las fechas inicialmente programadas. ČSSD tenía 71 escaños y necesitaba diez parlamentarios más para apoyar su posición para retrasar las elecciones, pero se consideró probable que tuvieran éxito en bloquear la elección. La Unión Cristiana y Demócrata (KDU-ČSL) también retiró su apoyo a las elecciones anticipadas, lo que significa que la elección se celebrará en mayo de 2010.
Tras los controvertidos comentarios sobre la Iglesia católica, los judíos y los homosexuales, el presidente de ODS, Topolánek, se retiró de la elección y renunció como líder del partido el 26 de marzo de 2010. Fue reemplazado por Petr Nečas. He was replaced by Petr Nečas.

## Campaña
Los temas que se destacaron en gran medida en la campaña incluyeron la crisis del gobierno griego, la deuda, la crisis financiera mundial, la posibilidad de quiebra nacional y la corrupción.

### Partido Democrático Cívico(ODS)

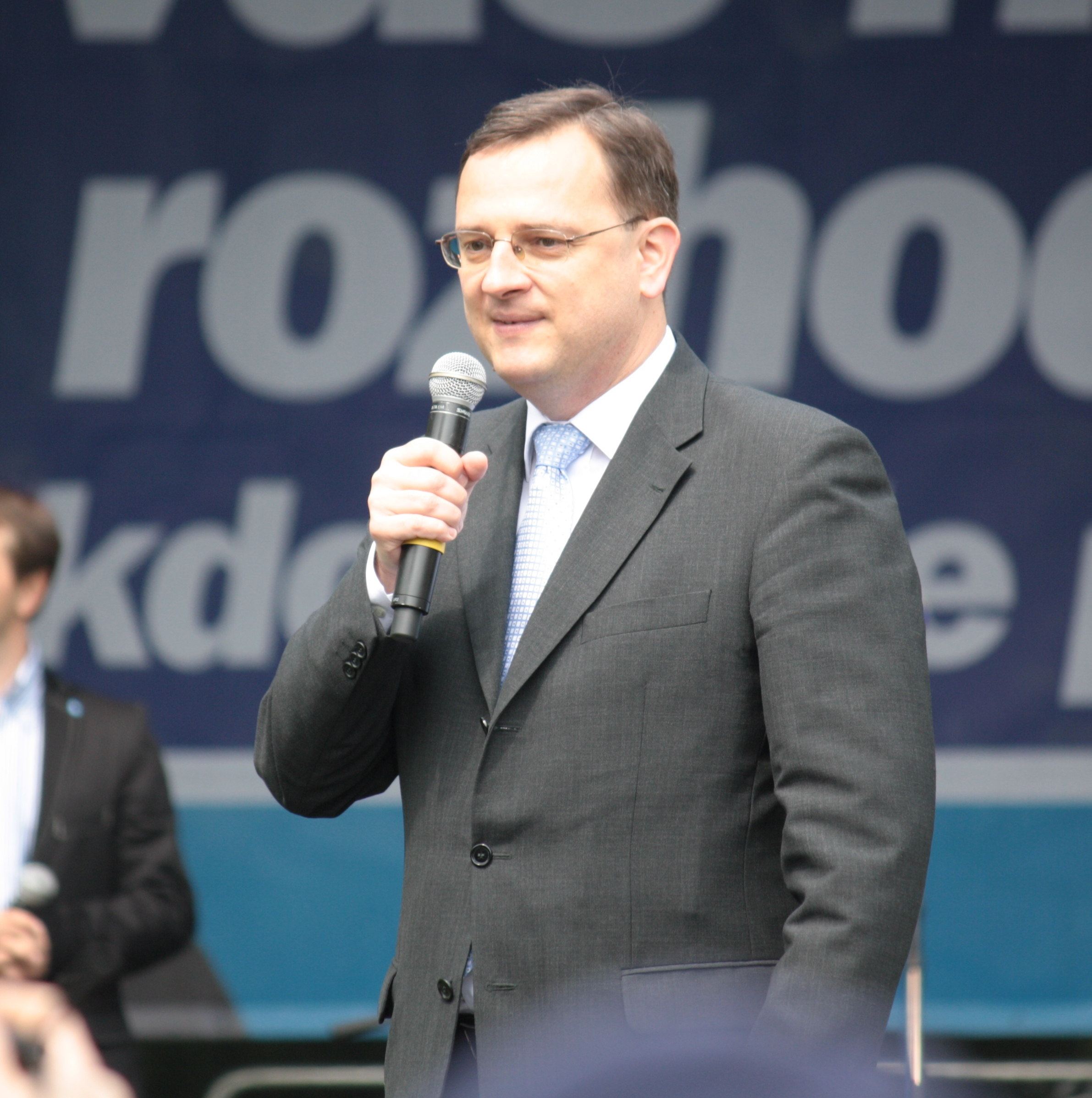
Petr Nečas durante un evento de la campaña del ODS en Kampa, Praga.

ODS lanzó su campaña el 16 de marzo de 2010, con la reducción del desempleo como el foco principal. La parte declaró que apoyaría períodos de trabajo más cortos y empleo de graduados y adultos mayores. El partido usó maniquíes de personajes ficticios Václav Dobrák y Marie Slušná como mascotas de campaña y los eslóganes de campaña "ODS es la solución" y "No sucederá sin su voto". Cuando su principal rival ČSSD usó ambulancias azules en su campaña para atacar a las SAO, el partido reaccionó estacionando una ambulancia naranja demolida fuera de la Cámara de Diputados para describir cómo se vería la atención médica si ČSSD liderara el gobierno.
El líder anterior de ODS, el ex primer ministro Mirek Topolánek, fue reemplazado como líder por Petr Nečas el 26 de marzo de 2010, considerado un candidato más aceptable y popular que Topolánek. El líder de ČSSD, Jiří Paroubek, dijo que podía cooperar con Nečas en algunas circunstancias. Nečas rechazó los comentarios de Paroubek y declaró que ODS no formaría una Gran coalición con ČSSD después de la elección.
Las SAO comenzaron a centrarse en la economía y las finanzas públicas en abril de 2010, prometiendo reducir la deuda pública para evitar la quiebra y utilizando el ejemplo de Grecia para advertir contra el ČSSD. El partido también utilizó una campaña negativa contra ČSSD, centrada principalmente en Paroubek. Los Demócratas Cívicos realizaron una campaña activa en Internet, comunicándose con los votantes potenciales en Facebook, Twitter y Youtube. La fiesta realizó una "demostración virtual" en línea contra ČSSD. El 30 de abril de 2010, ODS publicó un anuncio electoral titulado "Su voto", que conmemora el juicio de Milada Horáková y la invasión de Checoslovaquia al Pacto de Varsovia, y advierte contra los socialdemócratas y comunistas. El video instó a Jiří Paroubek a renunciar como líder de ČSSD, una respuesta al llamado de Paroubek a algunos políticos de SAO para que abandonen la política.

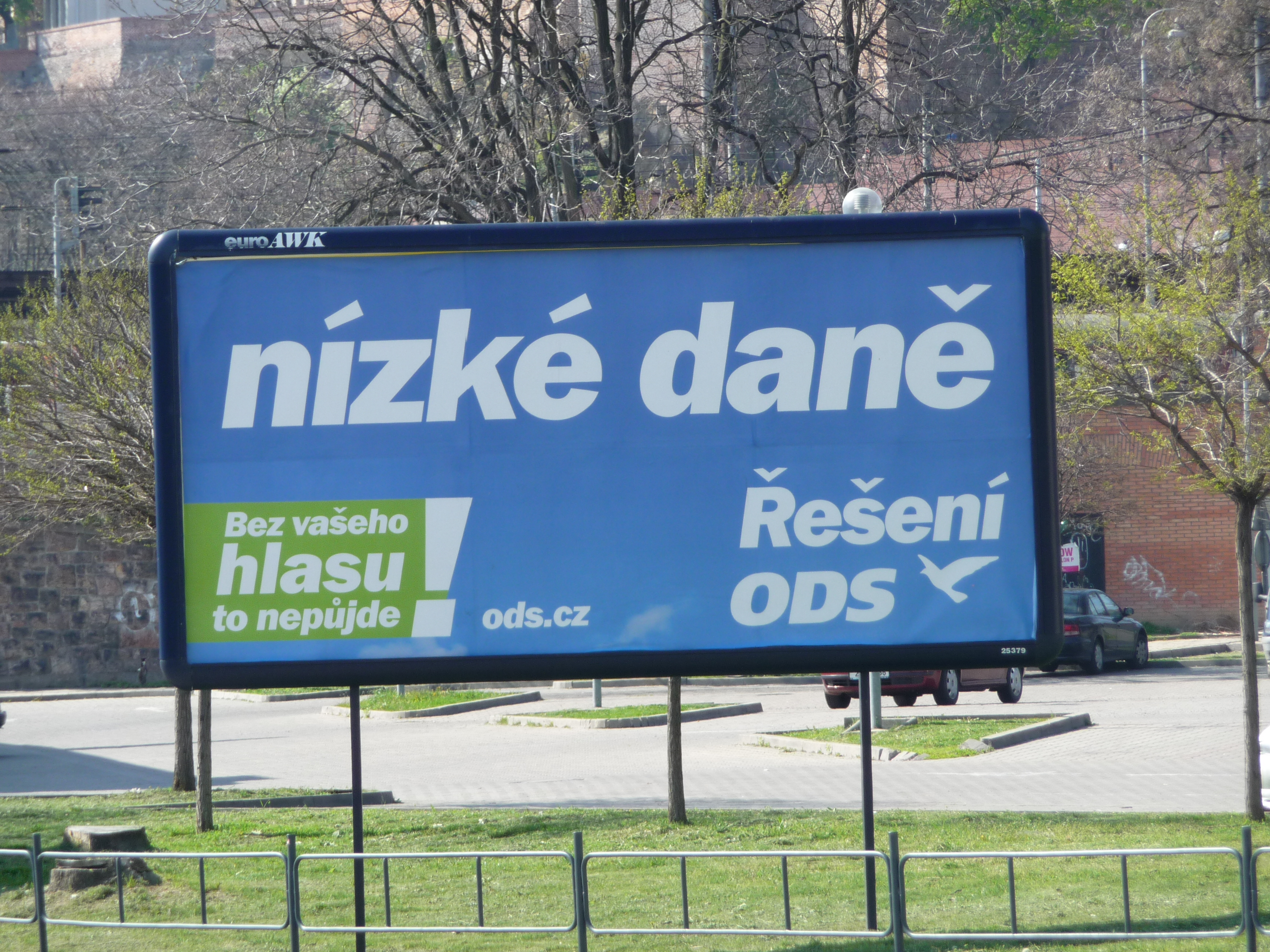
Valla electoral del ODS prometiendo menores impuestos.

Nečas realizó eventos de campaña en varias ciudades de la República Checa, reuniéndose con potenciales votantes. ODS también incluyó a Nečas en gran medida en su campaña de cartelera, lanzada en mayo de 2010, que lo presentó como un candidato de "política responsable". Nečas atacó a ČSSD durante el debate electoral, criticando el hecho de que Paroubek había aceptado solo tres debates y lo acusó de evitar una confrontación con él. El primer debate directo entre Nečas y Paroubek se llevó a cabo el 12 de abril de 2018, lo que no resultó en un claro ganador, según los analistas. Un segundo debate se llevó a cabo el 23 de mayo de 2010, también sin un claro ganador. El último debate se llevó a cabo el 26 de mayo de 2010, con periodistas que juzgaron a Nečas como mejor preparados y más confiados que Paroubek, y el vencedor del debate. El partido publicó periódicos de campaña con el título Jasně ("Por supuesto"), presentando sus políticas y candidatos.
ODS lanzó la fase final de su campaña, denominada "120 horas para la victoria", el 23 de mayo de 2010. Nečas dijo que ODS tenía que "detener a Jiří Paroubek y los comunistas". 120 horas para la victoria incluyó actuaciones de cantantes checos como Eva Pilarová, Helena Zeťová, Ivan Mládek, Tereza Kerndlová y Jitka Zelenková, a la que asistieron cientos de partidarios del partido. El partido invitó a políticos extranjeros que asistieron al evento para apoyar a ODS. El partido fue respaldado por el primer ministro británico, David Cameron, y la política eslovaca, Iveta Radičová, quienes asistieron al evento.

### Partido Socialdemócrata Checo(ČSSD)

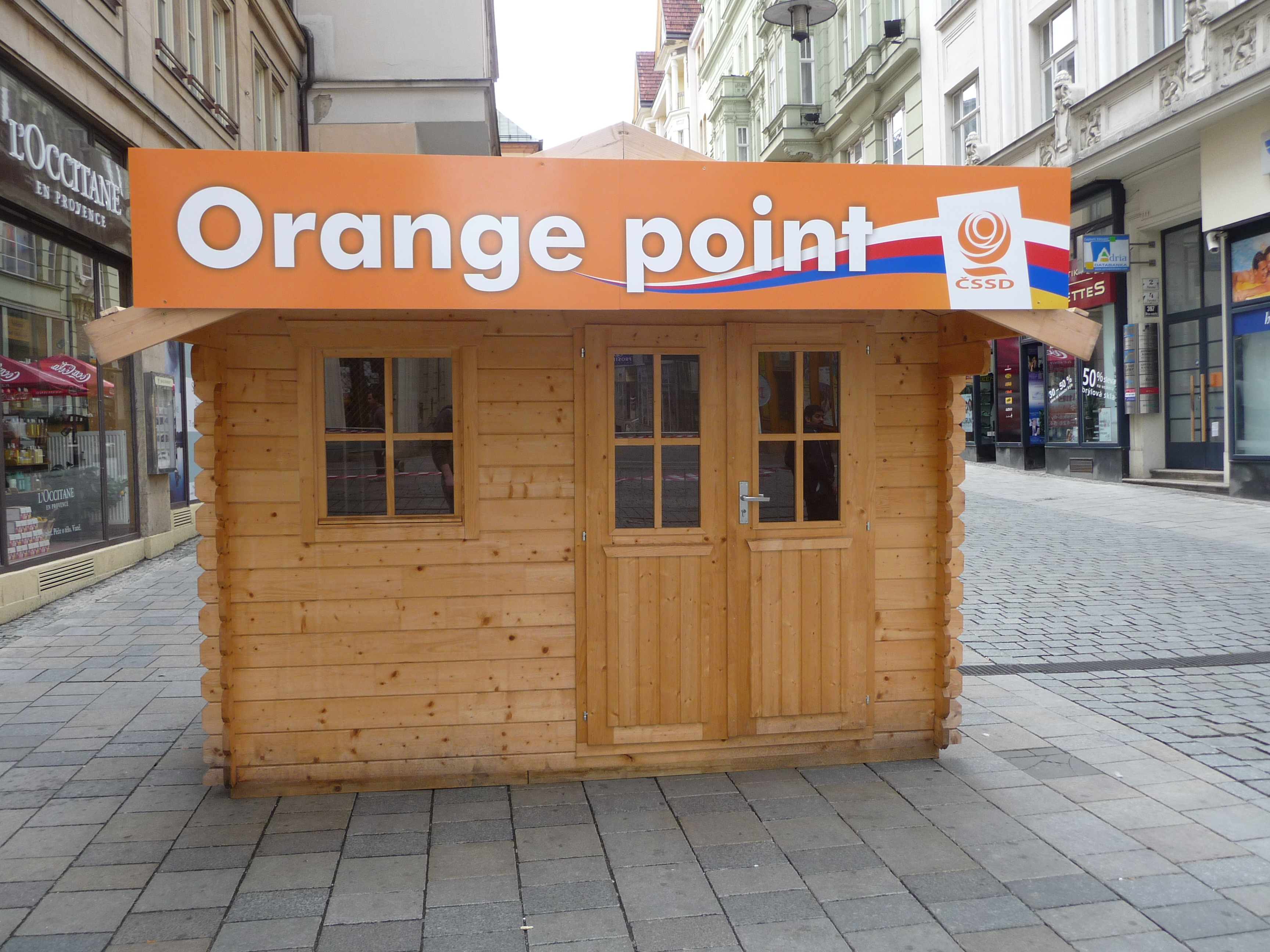
Quiosco del ČSSD "punto naranja".

ČSSD fue conducido a la elección por el ex primer ministro Jiří Paroubek. El partido fue considerado el favorito en la elección y se creía que Paroubek formaría el nuevo gobierno. Los lemas de la campaña del partido fueron "Un mejor futuro para la gente común" y "Cambio y esperanza".
ČSSD lanzó su campaña el 22 de abril de 2010. Paroubek declaró que el partido planeaba restaurar el crecimiento económico. El partido celebró grandes mítines en ciudades checas, que cesaron en mayo de 2010 cuando el parlamentario de ČSSD, Bohuslav Sobotka, fue atacado físicamente por un oponente del partido. Los políticos de ČSSD decidieron reunirse con los votantes en fábricas y escuelas. El partido también puso mucho esfuerzo en una campaña telefónica, en la que los políticos de ČSSD llamaron por teléfono a las personas para preguntar a qué partido estaban planeando votar y sobre sus ideas.

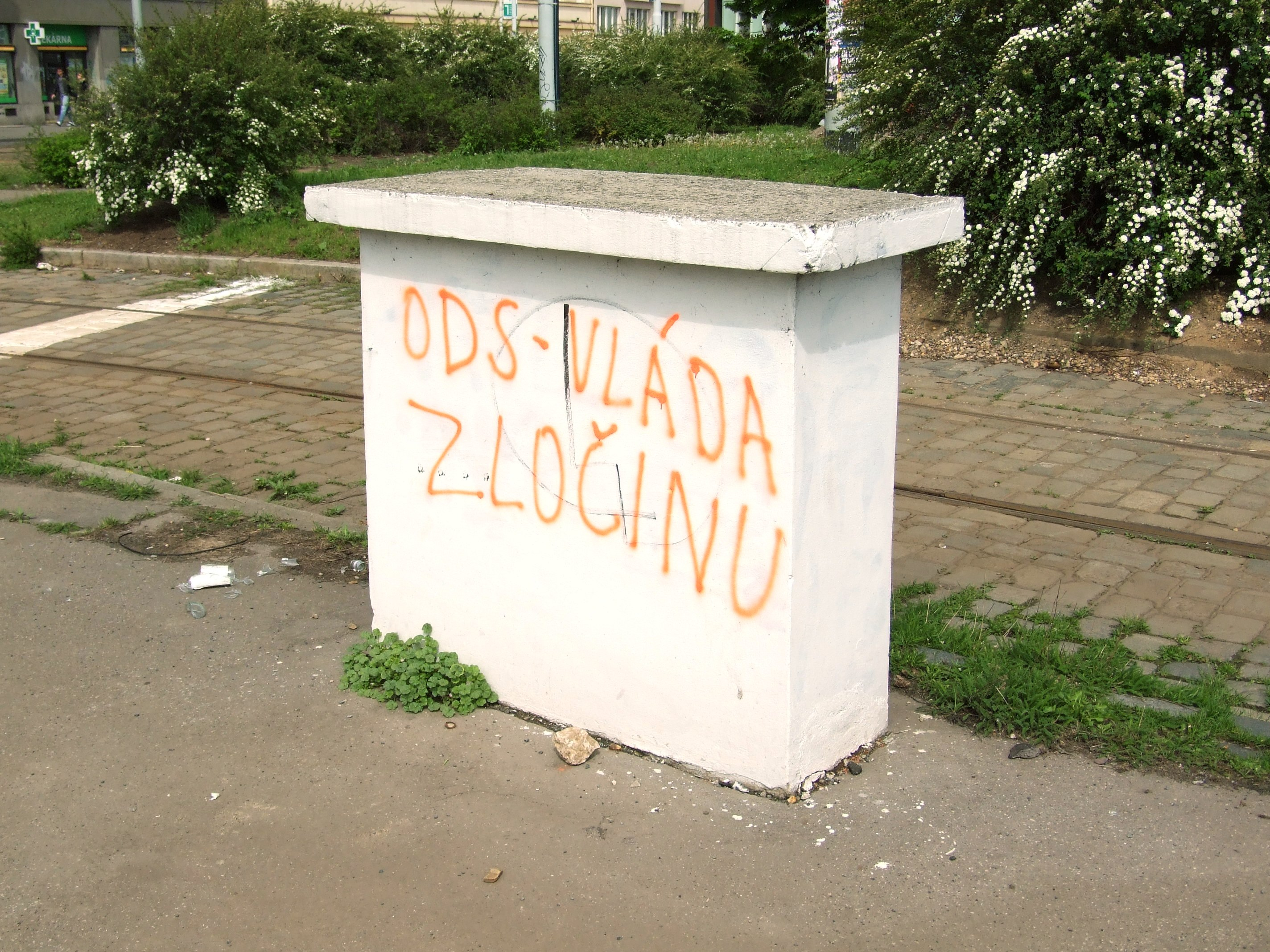
Grafiti de protesta contra el ODS "ODS - gobierno criminal" en Praga.

ČSSD hizo un uso intensivo de campañas negativas dirigidas como ODS y TOP 09, con la mitad de sus carteles de campaña atacando a esos dos partidos. Los lemas utilizados en las vallas publicitarias incluían "Detengamos ODS y TOP 09 el 28 de mayo" o "Si no votas, pagarás si te despiden sin causa". El partido publicó periódicos de la campaña llamados Health Newspapers, que atacan la atención médica. Planes de los dos partidos de derecha.
ČSSD concluyó su campaña con el eslogan "Trabajo y prosperidad", y entregó 100,000 donas en eventos para simpatizantes del partido. El gerente de la campaña de ČSSD, Jaroslav Tvrdík, declaró que el partido quería "hacer que la gente se despierte más placentera y recordarles por qué es importante votar".

### Partido Comunista de Bohemia y Moravia(KSČM)
El Partido Comunista, dirigido por Vojtěch Filip, dirigió una campaña centrada en los votantes jóvenes, y mantuvo reuniones con posibles votantes en las plazas de las ciudades de todo el país, que culminaron en una gran concentración en Náměstí Republiky, Praga. Los activistas del partido más joven también asistieron a reuniones para atraer a los votantes jóvenes. La campaña del partido usó el eslogan "Con la gente, para la gente" y también contó con celebridades que apoyaron el partido, como Martin Maxa y Jana Kociánová.

### TOP 09
TOP 09 fue fundado por Miroslav Kalousek en junio de 2009. Karel Schwarzenberg fue elegido líder del nuevo partido y se asociaron con alcaldes e independientes. TOP 09 decidió atacar a los votantes conservadores y comenzó a recaudar fondos para su campaña, que se lanzó el 27 de abril de 2010. Schwarzenberg prometió una lucha contra la corrupción, la reforma de la atención médica y la renovación moral del país. El partido también atacó Asuntos Públicos. La campaña, muy inspirada en la campaña de Barack Obama de 2008, mostraba carteles con el eslogan "más de lo que piensas".

### Gastos de campaña
| Partido | Dinero gastado | Gastos de campaña |
| ------- | -------------- | ----------------- |
| ODS     | 213,000,000 Kč | 192,885,423 Kč    |
| ČSSD    | 184,124,000 Kč | 333,084,552 Kč    |
| VV      | 108,047,075 Kč | 57,715,754 Kč     |
| SPO     | 60,376,994 Kč  | 29,032,691 Kč     |
| TOP 09  | 53,628,000 Kč  | 25,287,285 Kč     |
| KDU-ČSL | 50,000,000 Kč  | 3,795,362 Kč      |
| SZ      | 12,737,573 Kč  | 1,658,820 Kč      |
| KSČM    | 10,200,000 Kč  | 6,648,556 Kč      |
| ČS      | 7,000,000 Kč   | 10,655,395 Kč     |
| SSO     | 1,100,000 Kč   |                   |
| ČPS     | 230,000 Kč     |                   |

## Encuestas
| Exit poll               | SC&C               | 20.0  | 20.0  | 17.0 | 11.0  | 11.0 | 5.0  | 3.0  | 4.0 | 9.0  |  |  |  |  |  |  |  |
|                         |                    |       |       |      |       |      |      |      |     |      |  |  |  |  |  |  |  |
| 7–12 de mayo de 2010    | Factum Invenio     | 26.3  | 22.9  | 10.9 | 13.1  | 12.6 | 5.5  | 2.5  | 2.6 | 3.6  |  |  |  |  |  |  |  |
| 3–10 de mayo de 2010    | CVVM               | 30.5  | 19.0  | 14.0 | 13.0  | 11.5 | 3.5  | 4.5  | 2.0 | 2.0  |  |  |  |  |  |  |  |
| 23–28 de abril de 2010  | Factum Invenio     | 27.5  | 21.7  | 11.1 | 13.9  | 11.0 | 5.2  | 2.9  | 3.2 | 3.5  |  |  |  |  |  |  |  |
| 13–28 de abril de 2010  | Médea Research     | 30.4  | 18.7  | 13.7 | 10.0  | 12.0 | 4.4  | 4.9  | 3.7 | 2.2  |  |  |  |  |  |  |  |
| 7–13 de abril de 2010   | Sanep              | 29.0  | 20.1  | 13.4 | 13.0  | 8.5  | 5.6  | 3.6  | 5.2 | 1.6  |  |  |  |  |  |  |  |
| 5-12 de abril de 2010   | CVVM               | 30.0  | 22.5  | 11.5 | 13.0  | 9.0  | 4.0  | 4.0  | 3.0 | 3.0  |  |  |  |  |  |  |  |
| 1 - 10 de abril de 2010 | STEM               | 27.8  | 18.6  | 9.3  | 9.9   | 8.1  | 4.9  | 3.2  | 3.1 | 15.2 |  |  |  |  |  |  |  |
| 3 - 9 Apr 2010          | Factum Invenio     | 29.5  | 22.3  | 11.6 | 13.9  | 8.9  | 5.5  | 2.6  | 2.7 | 3.0  |  |  |  |  |  |  |  |
| 2 Mar - 30 Apr 2010     | Median             | 27.0  | 21.2  | 7.5  | 16.8  | 4.3  | 7.4  | 4.8  |     | 11.0 |  |  |  |  |  |  |  |
| 1 - 8 Mar 2010          | CVVM               | 32.0  | 25.5  | 10.0 | 12.0  | 7.0  | 4.5  | 4.5  | 3.0 | 1.5  |  |  |  |  |  |  |  |
| 27 Feb - 8 Mar 2010     | STEM               | 27.9  | 20.0  | 7.7  | 11.3  | 6.2  | 4.8  | 3.8  | 3.6 | 14.7 |  |  |  |  |  |  |  |
| 26 Feb - 3 Mar 2010     | Factum Invenio     | 27.4  | 23.0  | 11.8 | 14.4  | 7.8  | 6.2  | 4.7  |     | 4.7  |  |  |  |  |  |  |  |
| 1 - 8 Feb 2010          | CVVM               | 33.0  | 20.5  | 12.5 | 14.5  | 6.0  | 5.0  | 5.0  | 2.0 | 1.5  |  |  |  |  |  |  |  |
| 1 - 8 Feb 2010          | STEM               | 28.6  | 23.2  | 9.1  | 11.7  | 4.7  | 4.3  | 2.7  | 2.0 | 13.7 |  |  |  |  |  |  |  |
| 29 Jan - 3 Feb 2010     | Factum Invenio     | 31.0  | 25.1  | 11.3 | 13.5  |      | 6.2  | 2.2  |     | 5.5  |  |  |  |  |  |  |  |
| 4 Jan - 2 Feb 2010      | Median             | 32.0  | 27.8  | 9.3  | 12.8  | 2.4  | 7.4  | 4.3  |     | 4.0  |  |  |  |  |  |  |  |
| 22 - 27 Jan 2010        | Factum Invenio     | 31.8  | 25.5  | 11.4 | 13.3  | 4.6  | 6.6  | 2.0  |     | 4.8  |  |  |  |  |  |  |  |
| 11 - 18 Ene 2010        | CVVM               | 28.0  | 25.5  | 13.0 | 12.0  | 4.0  | 7.0  | 6.0  | 1.5 | 3.0  |  |  |  |  |  |  |  |
| 2 - 11 de enero de 2010 | STEM               | 28.7  | 20.9  | 8.4  | 10.9  | 3.9  | 4.2  | 4.0  |     | 19.0 |  |  |  |  |  |  |  |
| 1 - 9 Dec 2009          | STEM               | 28.7  | 22.5  | 8.3  | 10.9  | 2.9  | 5.7  | 3.8  |     | 17.2 |  |  |  |  |  |  |  |
| 30 Nov - 7 Dec 2009     | CVVM               | 34.0  | 24.0  | 13.5 | 12.5  | 4.5  | 4.0  | 4.5  |     | 3.0  |  |  |  |  |  |  |  |
| 5 - 11 Nov 2009         | Factum Invenio     | 29.1  | 26.7  | 11.6 | 12.9  | 3.8  | 5.5  | 3.6  |     | 6.8  |  |  |  |  |  |  |  |
| 31 Oct - 11 Nov 2009    | STEM               | 25.4  | 23.3  | 8.4  | 12.3  | 1.8  | 5.1  | 3.5  |     | 20.2 |  |  |  |  |  |  |  |
| 12 - 19 Oct 2009        | STEM               | 26.2  | 25.2  | 8.7  | 11.6  | 2.2  | 4.1  | 3.2  |     | 18.9 |  |  |  |  |  |  |  |
| 5 - 12 Oct 2009         | CVVM               | 32.0  | 26.0  | 14.0 | 15.0  | 1.5  | 5.5  | 4.0  |     | 2.0  |  |  |  |  |  |  |  |
| 25 - 30 Sept 2009       | Factum Invenio     | 27.2  | 27.5  | 10.4 | 15.2  | 2.4  | 7.3  | 3.5  |     | 6.5  |  |  |  |  |  |  |  |
| 21 - 28 Sept 2009       | CVVM               | 32.0  | 28.5  | 12.5 | 12.0  | 3.0  | 6.0  | 3.0  |     | 3.0  |  |  |  |  |  |  |  |
| 18 - 25 Sept 2009       | STEM               | 27.4  | 23.2  | 9.2  | 10.6  |      | 4.2  | 4.6  |     | 20.8 |  |  |  |  |  |  |  |
| 31 Aug - 7 Sep 2009     | CVVM               | 29.5  | 29.5  | 13.0 | 15.5  | 1.0  | 5.5  | 4.5  |     | 1.5  |  |  |  |  |  |  |  |
| 28 Aug - 2 Sep 2009     | Factum Invenio     | 32.6  | 27.2  | 11.9 | 13.8  | 3.5  | 4.6  | 3.0  |     | 3.4  |  |  |  |  |  |  |  |
| 10 - 20 Aug 2009        | STEM               | 29.0  | 24.1  | 6.8  | 11.2  |      | 5.7  | 2.7  |     | 20.5 |  |  |  |  |  |  |  |
| 3 - 10 Aug 2009         | CVVM               | 33.0  | 31.0  | 9.5  | 13.5  | 1.5  | 5.0  | 3.0  |     | 3.5  |  |  |  |  |  |  |  |
| 31 Jul - 5 Aug 2009     | Factum Invenio     | 29.5  | 27.9  | 11.4 | 13.4  | 3.4  | 6.6  | 2.9  |     | 4.9  |  |  |  |  |  |  |  |
| 17 - 22 Jul 2009        | Factum Invenio     | 29.2  | 31.8  | 5.2  | 13.6  |      | 5.2  | 3.7  |     | 8.8  |  |  |  |  |  |  |  |
| 8 - 15 Jun 2009         | CVVM               | 30.0  | 35.0  | 2.0  | 16.0  |      | 6.5  | 5.5  |     | 5.0  |  |  |  |  |  |  |  |
| 8 - 15 Jun 2009         | STEM               | 28.2  | 28.3  |      | 12.8  |      | 6.2  | 2.7  |     | 21.8 |  |  |  |  |  |  |  |
| 5 - 12 de mayo de 2009  | STEM               | 32.4  | 23.7  |      | 10.9  |      | 5.9  | 5.3  |     | 21.8 |  |  |  |  |  |  |  |
| 4 - 11 de mayo de 2009  | CVVM               | 38.0  | 29.0  |      | 15.0  |      | 6.5  | 7.0  |     | 4.5  |  |  |  |  |  |  |  |
| 1 - 6 Apr 2009          | STEM               | 35.1  | 27.5  |      | 10.5  |      | 4.4  | 5.6  |     | 17.0 |  |  |  |  |  |  |  |
| 30 Mar - 6 Apr 2009     | CVVM               | 37.5  | 28.0  |      | 15.5  |      | 7.0  | 7.0  |     | 5.0  |  |  |  |  |  |  |  |
| 2 - 9 Mar 2009          | STEM               | 35.3  | 27.8  |      | 11.0  |      | 6.0  | 5.3  |     | 14.6 |  |  |  |  |  |  |  |
| 2 - 9 Mar 2009          | CVVM               | 36.0  | 31.5  |      | 16.0  |      | 5.0  | 7.0  |     | 4.5  |  |  |  |  |  |  |  |
| 22 - 27 Feb 2008        | Factum Invenio     | 37.3  | 30.7  |      | 16.2  |      | 6.0  | 8.3  |     | 1.5  |  |  |  |  |  |  |  |
| 2 - 9 Feb 2009          | CVVM               | 38.5  | 29.0  |      | 15.5  |      | 7.0  | 6.0  |     | 4.0  |  |  |  |  |  |  |  |
| 31 Jan - 6 Feb 2009     | STEM               | 35.2  | 25.5  |      | 11.8  |      | 6.8  | 5.1  |     | 15.6 |  |  |  |  |  |  |  |
| 12 - 19 Jan 2009        | CVVM               | 41.0  | 29.0  |      | 14.0  |      | 5.5  | 7.0  |     | 3.5  |  |  |  |  |  |  |  |
| 2 - 9 Jan 2009          | STEM               | 37.7  | 22.5  |      | 9.9   |      | 6.5  | 5.8  |     | 17.6 |  |  |  |  |  |  |  |
| 11 - 16 Jan 2008        | Factum Invenio     | 38.0  | 27.8  |      | 17.5  |      | 6.4  | 7.6  |     | 2,7  |  |  |  |  |  |  |  |
| 2 - 3 Jun 2006          | Elecciones de 2006 | 32.32 | 35.38 |      | 12.81 |      | 7.23 | 6.29 |     | 6.1  |  |  |  |  |  |  |  |

## Resultados
|  | 22.08 % |

|  | 20.22 % |

|  | 16.70 % |

|  | 11.27 % |

|  | 10.88 % |

|  | 4.39 % |

|  | 4.33 % |

|  | 3.67 % |

|  | 2.44 % |

|  | 4.02 % |

|  | 99.37 % |

|  | 0.63 % |

|  | 100.00 % |

|  | 62.60 % |

### Mapas de resultados

ČSSD
ODS
TOP 09
KSČM
VV

## Consecuencias
Los partidos tradicionales perdieron un total de 59 escaños, que fueron a parar a los nuevos partidos como el TOP 09, dirigido por Karel Schwarzenberg (un conocido político checo), con 41 escaños; y a Asuntos Públicos, dirigido por Radek John, con 24 escaños.
Después de que se anunciaron los resultados de las elecciones, Jiří Paroubek renunció como líder del ČSSD y dijo que "parece que la gente ha elegido la dirección en la que debe ir la república y es una dirección diferente a la ČSSD estaban ofreciendo". ČSSD había liderado cómodamente las encuestas antes de las elecciones, y su resultado del 22% de los votos fue una caída significativa comparado con el 32% del partido en las elecciones de 2006. Paroubek admitió que era probable un gobierno de coalición conservador.

### Partidos sin representación
Los partidos y coaliciones checas que quedaron sin representación parlamentaria fueron numerosos, algunos de ellos fueron:
- El Partido Pirata Checo
- Bloque de Derechas
- Partido de Los Verdes

#### El caso del Partido Popular
El KDU–ČSL quedó fuera del parlamento al perder los 13 escaños que tenía en las anteriores elecciones.

### Formación de gobierno
ODS, TOP 09 y VV se habían comprometido a recortar los gastos del gobierno, aumentando la posibilidad de la formación de un gabinete fiscalmente conservador. Los líderes de los tres partidos sostuvieron conversaciones de coalición poco después de la publicación de los resultados. El líder del ODS, Petr Nečas, dijo que las tres partes tenían una "voluntad común" de formar un gobierno, y afirmaron que sus planes financieros trabajarían juntos para ayudar al país a evitar una crisis similar a la que afectaba a Grecia en ese momento. Las negociaciones entre las tres partes sobre la formación de un nuevo gobierno comenzaron el 2 de junio de 2010 y las partes firmaron un acuerdo para continuar las negociaciones. Después de extensas conversaciones sobre los términos de la coalición, Nečas fue nombrado primer ministro el 28 de junio de 2010. Asuntos Públicos celebró un referéndum entre los miembros del partido para decidir si unirse al nuevo gobierno. El resultado se anunció el 12 de julio de 2018, con 2.912 miembros votando a favor y 815 en contra. El acuerdo de coalición se firmó el mismo día. 